# Lycopus (lamiàcia)
Lycopus és un gènere amb 69 espècies de plantes de flors, pertanyent a la família Lamiaceae. Són plantes herbàcies nativa d'Europa, nord-oest d'Àsia, i Nord-amèrica. Les espècies es troben en llocs humits i entxarcats i en corrents d'aigua.
El gènere sol té espècies perennes. Té petites flors blanques que floreixen en estiu sobre les fulles axials. Les fulles són de color verd brillant, llobulades i oposades.

## Espècies seleccionades
- Lycopus americanus
- Lycopus amplectens
- Lycopus europaeus
- Lycopus lucidus
- Lycopus rubellus
- Lucopus uniflorus
- Lycopus virginicus